# USA Pro Cycling Challenge
USA Pro Cycling Challenge – wieloetapowy wyścig kolarski rozgrywany w Stanach Zjednoczonych, w stanie Kolorado. Należy do cyklu UCI America Tour i od 2012 roku ma najwyższą po UCI ProTour kategorię 2.HC.
Wyścig odbył się po raz pierwszy w 2011 roku i miał kategorię 2.1.

## Zwycięzcy
| Rok  | Pierwsze              | Drugie                | Trzecie            |
| ---- | --------------------- | --------------------- | ------------------ |
| 2011 | Levi Leipheimer       | Christian Vande Velde | Tejay van Garderen |
| 2012 | Christian Vande Velde | Tejay van Garderen    | Levi Leipheimer    |
| 2013 | Tejay van Garderen    | Mathias Frank         | Tom Danielson      |
| 2014 | Tejay van Garderen    | Tom Danielson         | Serghei Țvetcov    |
| 2015 | Rohan Dennis          | Brent Bookwalter      | Rob Britton        |